# Milk (rivière)
Pour les articles homonymes, voir Milk et Milk River.
La Milk est une rivière d'Amérique du Nord. Longue de 1 173 km, elle traverse l'État américain du Montana et la province canadienne de l'Alberta. Elle se jette dans le Missouri et est donc un sous-affluent du Mississippi.

## Nom
Le nom de la Milk (de l'anglais milk : lait) fut donné par Meriwether Lewis, lors de l'expédition Lewis et Clark, qui la décrivit ainsi dans son journal :
« the water of this river possesses a peculiar whiteness, being about the colour of a cup of tea with the admixture of a tablespoonfull of milk. from the colour of its water we called it Milk river. »
(« l'eau de cette rivière possède une blancheur particulière, à peu près de la couleur d'une tasse de thé mélangée à une cuillerée à soupe de lait. à cause de la couleur ses eaux, nous l'avons appelée rivière Milk. »)
Cette couleur est causée par la farine glaciaire suspendue dans son cours. Ces sédiments extrêmement fins proviennent de l'érosion glaciaire dans les sources de la Milk.

## Géographie
La Milk est formée dans le nord-ouest du Montana, dans le comté de Glacier à une trentaine de kilomètres au nord de Browning, par la confluence de deux branches, sud et moyenne. La branche sud (longue d'environ 50 km) et la branche moyenne (environ 30 km) ont leur source dans les montagnes Rocheuses, juste à l'est du parc national de Glacier, dans la réserve indienne des Pieds-Noirs.  La rivière suit alors une direction est-nord-est et pénètre dans le sud de l'Alberta où elle est rejointe par la branche nord de la Milk (dont la majeure partie du flux est dérivée de la Saint-Mary par un canal et un siphon). Elle continue vers l'est, le long du versant nord des collines Sweetgrass. Elle traverse la ville de Milk River et le parc provincial de Writing-on-Stone puis oblique vers le sud-est dans le Montana, traversant réservoir Fresno, puis l'est jusqu'après Havre et le long du nord de la réserve indienne de Fort Belknap. Près de Malta, elle tourne vers le nord, puis le sud-est et traverse Glasgow. Elle se jette dans le Missouri 20 km en aval du barrage de Fort Peck.

## Bassin
La Milk est l'affluent majeur du Missouri le plus septentrional et représente donc la limite nord du bassin du Mississippi. La petite région drainée par la Milk dans le sud de l'Alberta et dans le sud-ouest de la Saskatchewan est l'une des deux zones du Canada qui s'écoulent vers le golfe du Mexique (la deuxième étant le bassin de la Poplar, dans la Saskatchewan).

## Débit
Le débit de la rivière a été mesuré de façon continu depuis 1940 à Nashua dans le comté de Valley (Montana), à proximité de son embouchure. La rivière y draine une surface de 57 795 km2. Son débit moyen y est de 15,5 m3/s. On en déduit que la tranche d'eau écoulée annuellement dans son bassin est de seulement 8 mm, valeur très faible liée à l'aridité de la zone drainée ainsi qu'au détournement d'une partie de ses eaux. La rivière connait un pic de son débit au mois d'avril au moment de la fonte des neiges. Le débit mensuel record est de 592 m3/s mesuré en avril 1952 et le débit instantané record est de 1 282 m3/s mesuré le 18 avril 1952.